# 李柏
李柏（り はく）は台湾の小説家。歴史小説、推理小説を執筆する。推理小説では本名の李柏青名義で作品を発表している。台湾推理作家協会会員。

## 来歴
- 2004年 - 短編「換帖」を第2回人狼城推理文学賞（現・台湾推理作家協会賞）に投稿。
- 2006年 - 短編「赤雲迷情」、「換帖」を皮切りに、5作品が相次いで台湾の推理小説誌『推理雑誌』に掲載される。
- 2007年 - 第1回浮文誌新人賞（浮文誌新人獎、日本の文芸雑誌『ファウスト』(講談社)が主催するファウスト賞の台湾版）で短編「紅花樓之謎」が佳作となる。
- 2008年 - 短編「空手而歸的賊」で浮文誌新人賞の第2回優秀賞を受賞。

2006年6月、『推理雑誌』に掲載の短編「赤雲迷情」でデビュー。翌年7月までに計6作品が同誌に掲載された。また、2007年、2008年と連続で浮文誌新人賞に入選し（第1回佳作、第2回優秀賞）、このうち前者は未発表だが、後者は他の入賞作品とともに尖端出版のWebサイトで公開された。第2回に入賞し後に単行本デビューした作家には他に小山羊がいる。2008年12月には初の単行本である歴史小説『滅蜀記』を刊行した。
2009年には台湾推理作家協会賞（第7回）の選考委員も務めた。また、第1回（2009年）台湾角川ライトノベル大賞（台灣角川輕小説大賞）にも作品を投稿している。
（新人賞の年はすべて最終結果の発表年）

## 疑難雑症事務所シリーズ
- 聖光中的真相
- 十二字批言
- 紅花楼之謎 - 第1回浮文誌新人賞佳作、未公開
- 空手而帰的賊 - 第2回浮文誌新人賞優秀賞

### 空手而歸的賊
第2回浮文誌新人賞優秀賞受賞作。疑難雑症事務所シリーズ（疑難雜症事務所系列）の第4作。シャーロック・ホームズ譚に倣った短編としては「紅花楼之謎」に続いて2作目。作者によると、論理的な推理の部分は比較的少なめで、その代りに冒険要素を入れたという。
あらすじ
- ある日、徐世彪の家に何者かが侵入した。家には万全なセキュリティ。そして、家の前は学校があり人通りが絶えない。そんな徐の家に、「賊」は白昼堂々侵入したのだ。しかし、金目のものに手をつけられた形跡はなく、唯一の異変は、徐の父親の骨壺が入った箱が開けられていたことだった。果たして、侵入者の目的は徐の父親を汚すことだったのか。なぜ「賊」は手ぶらで帰った（空手而帰）のか。

## 作品リスト
単行本
- 滅蜀記 （大地出版社、2008年12月、中国語繁体字）ISBN 9789867480972
- 橫走波瀾：劉備傳 （大地出版社、2012年8月、中国語繁体字）ISBN 9789866451546
- 親愛的你 （李柏青名義、尖端出版、2014年5月、中国語繁体字）ISBN 9789571054452
- 最後一班慢車 （李柏青名義、尖端出版、2014年12月、中国語繁体字）ISBN 9789571057606
  - 最後一班慢車
  - 赤雲迷情
  - 聖光中的真相
  - 十二字批言
  - 紅花樓之謎
  - 空手而歸的賊
  - 一聲槍響

短編
- 赤雲迷情 （『推理雑誌』260号、2006年6月）
- 換帖 （『推理雑誌』261号、2006年7月号）
- 聖光中的真相 （『推理雑誌』263号、2006年9月号）
- 十二字批言 （『推理雑誌』264号、2006年10月号）
- 最後一班慢車 （『推理雑誌』266号、2006年12月号）
- 淡水河浮屍 （『推理雑誌』273号、2007年7月号）
- 空手而帰的賊 （2008年より尖端出版のWebサイトで公開中[2]）
- 一聲槍響 （『台灣推理作家協會會訊2012』、台湾推理作家協会、2012年8月）